# Bálint Magyar
Bálint Magyar (n. 15 noiembrie 1952, Budapesta, Republica Populară Ungară) este un politician maghiar, fost ministru al educației, membru fondator al SZDSZ, președinte de partid din 1998 până în 2000.